# Етјен Безу
Етјен Безу (фр. Étienne Bézout; Немур, 31. март 1730 — Бас Лож, 27. септембар 1783) био је француски математичар. Рођен је у Немуру, Сена и Марна, Француска, а умро је у Бас Ложу (близу Фонтенблоа), у Француској.
Поред бројних мање важних дела, написао је Théorie générale des équations algébriques, дело објављено у Паризу 1779. године, које је садржало доста новог и драгоценог материјала везаног за теорију елиминације и симетричне функције за корене једначина: користио је детерминанте у једном раду у Историји краљевске академије (фр. Histoire de l'académie royale), 1764. године, али се није бавио генералном теоријом.